# Ignotus Pál
Ignotus Pál (szül. Veigelsberg Pál, Budapest, 1901. július 1. – London, 1978. április 1.) publicista, író, szerkesztő, a Nyugat-alapító Ignotus Hugó fia.

## Élete
Az egykori Pester Lloyd szerkesztője és vezető újságírója, Veigelsberg Leó unokájaként, Ignotus Hugó, a Nyugat egyik alapítójának és a kalocsai születésű Steinberger Janka fiaként született 1901-ben. 1908-ban apja mindkettőjük nevét Ignotus-Veigelsbergre változtatta. Alig 18 évesen a Magyarországi Tanácsköztársaság idején aktív politikai szerepet vállalt és részt vett a KIMSZ diákosztályait irányító direktórium munkájában. 1919. augusztus 23-án áttért a református vallásra.
1920 után polgári liberális publicistaként az Esti Kurír vezércikkírójaként vált ismertté. Többek között munkatársa volt a kor legbefolyásosabb irodalmi folyóiratainak, a Nyugatnak és a Toll című lapnak is. 1936-ban megalapította a Szép Szó című folyóiratot, az „urbánusok” folyóiratát. 1938 végén a zsidótörvény elől Angliába emigrált, ahol 1940 kora tavaszától 1947 őszéig a BBC „European Intelligence of Listeners Research” osztályán dolgozott. Először fordítói-gépírói munkát végzett, később a Magyar Hírekhez került, a háború végén pedig a magyar adásnál dolgozott. 1945-től a londoni magyar követség sajtóattaséja volt, ahonnan 1949 nyarán hazarendelték.
1949 szeptemberében kémkedéssel és a szociáldemokrata „szervezkedésben” való részvétellel vádolták, majd 15 évi börtönbüntetésre ítélték. 1956-ban rehabilitálták. Kiszabadulása után a Magyar Tudományos Akadémia Irodalomtörténeti Intézetében kapott kutatói állást. Az 1956-os forradalom és szabadságharc egyik előkészítője volt. 1956. szeptember 16-án az Írószövetség közgyűlésén az elnökség tagja lett. 1956. november 1-jén írótársaival együtt aláírta azt a nyilatkozatot, amely a forradalom erkölcsi tisztaságáért emelt szót. A forradalom leverése után újra elhagyta Magyarországot és ismét Londonba ment, ahol 1962-ig az Irodalmi Újság főszerkesztője volt, valamint feloszlásáig irányította a Magyar Írók Szövetsége Külföldön nevű szervezet munkáját, fordította többek között Maugham és Maupassant műveit.

## Művei
- A horogkeresztes hadjárat; szerzői, Bp., 1933
- Kosztolányi Dezső; Cserépfalvi, Bp., 1936
- Börtönnaplóm. Próza dalban elbeszélve; Látóhatár, München, 1957
- Political prisoner. Recollections; Routledge and Kegan Paul, London, 1959
- The Hungary of Michael Polanyi (The logic of personal knowledge) (London, 1961)
- The paradox of Maupassant; University of London Press, London, 1966
- Die intellektuelle Linke im Ungarn der „Horthy-Zeit” (München, 1968)
- Hungary; Benn, London, 1972 (Nations of the modern world)
- Csipkerózsa. Budapesti és londoni emlékek; sajtó alá rend., előszó, jegyz. Nagy Csaba; Múzsák, Bp., 1989 (Irodalmi múzeum)
- Fogságban, 1949-1956 (Political prisoner); angolból ford. Margitta Nóra; Cserépfalvi, Bp., 1993
- Vissza az értelemhez; vál., szerk., utószó Bozóki András; Hatodik Síp Alapítvány–Új Mandátum, Bp., 1997
- Börtönnaplóm, Mikes International 2006
- Jegyzetek a szabadságról; vál., szerk., előszó Bozóki András; Gondolat, Bp., 2010